# El Triunfo (Usulután)
El Triunfo () é um município localizado no departamento de Usulután, em El Salvador.